# 広橋保子
広橋 保子（ひろはし やすこ、生年不詳 - 永禄7年3月19日（1564年4月29日））は、戦国時代の女性。広橋兼秀の娘、広橋国光の妹。一条兼冬の正室であり、彼の死後は松永久秀と再婚した。

## 生涯
はじめ、摂関家の一条兼冬の室となったが、天文23（1554）年死別、その後、弘治2（1556）年、後奈良天皇の後宮に女房として出仕した。しかし、翌年、天皇の崩御によって退下したらしい。永禄3（1560）年以前に松永久秀の妻となり、芥川山城で生活したが、久秀が多聞山城へ移ると保子もこれに従い多聞山城に入ったと考えられる。
久秀の主君・三好長慶が帰依した大林宗套から「仙渓」の号を授与されている。その死にあたっては、笑嶺宗訢が主導して葬礼が行われた。また、久秀自身は、妻を弔うために、三好元長の墓地のある南宗寺の裏に勝善院を建立した。
久秀は保子を主君と同格の待遇で弔っており、それゆえ保子への愛情は深かったと考えられる。